# Dózsa-Farkas András
Dózsa-Farkas András (Budapest, 1944 –) magyar formatervező, Dózsa Farkas András szobrászművész és Reichart Irén fia. Az ulmi Hochschule für Gestaltungon szerzett diplomát, majd 1970-ben feleségével, Dózsa-Farkas Kingával közösen megalapította a Dózsa-Farkas Design Teamet (dfdt) Münchenben.

## Tanulmányok
Tanulmányait Budapesten, a magyar Iparművészeti Főiskola belsőépítészet karán kezdte, majd a Képzőművészeti Főiskolán festőművész szakon folytatta 2 évig. 1966-tól Ulmban Otl Aicher irodájában dolgozott grafikusként, majd az ulmi Hochschule für Gestaltungon folytathatta tanulmányait Nyugat-Németországban, ahol 1969-ben szerzett diplomát ipari formatervezésből.

## Munkásság
Diploma után 1970-ben, Münchenben alapította meg a Dózsa-Farkas Design Teamet feleségével, Dózsa-Farkas Kingával, aki szintén az ulmi Hohschule für Gestaltungon szerzett diplomát. A Design Team mottója a tervezésben az „innováció, funkció, emóció”. A tervezőcsapat az ulmi Hohschule für Gestaltung hagyományai szerint sorozatkész termékeket fejlesztett, és az elmúlt 40 évben a formatervezés legkülönbözőbb területein alkotott. Munkaterületeik közé tartozik a fajátékok, bútorok, irodabútor-rendszerek, elektronikai- és háztartási eszközök, vezérlő berendezések, orvosi műszerek tervezése mellett a trendkutatás és elemzés, ergonómia és szín-koncepciók kidolgozása. A tervezésnél alapvetően az innováció, funkcionalitás mellett az érzelmi hatások lehetőségei, a nemzetközi érthetőség és a hosszú élettartamú formavilág motiválja a tervezőpárost.
Kezdetben a főiskolán elkezdett projektek folytatásából adódtak munkák, mint a műanyag háztartási eszközök éveken át tervezett sorozata a Buchsteiner Plasticwerk számára, vagy András diplomamunkája, amely egy újfajta műanyag felhasználásával készült szánkó volt a müncheni Hayler cégnek.

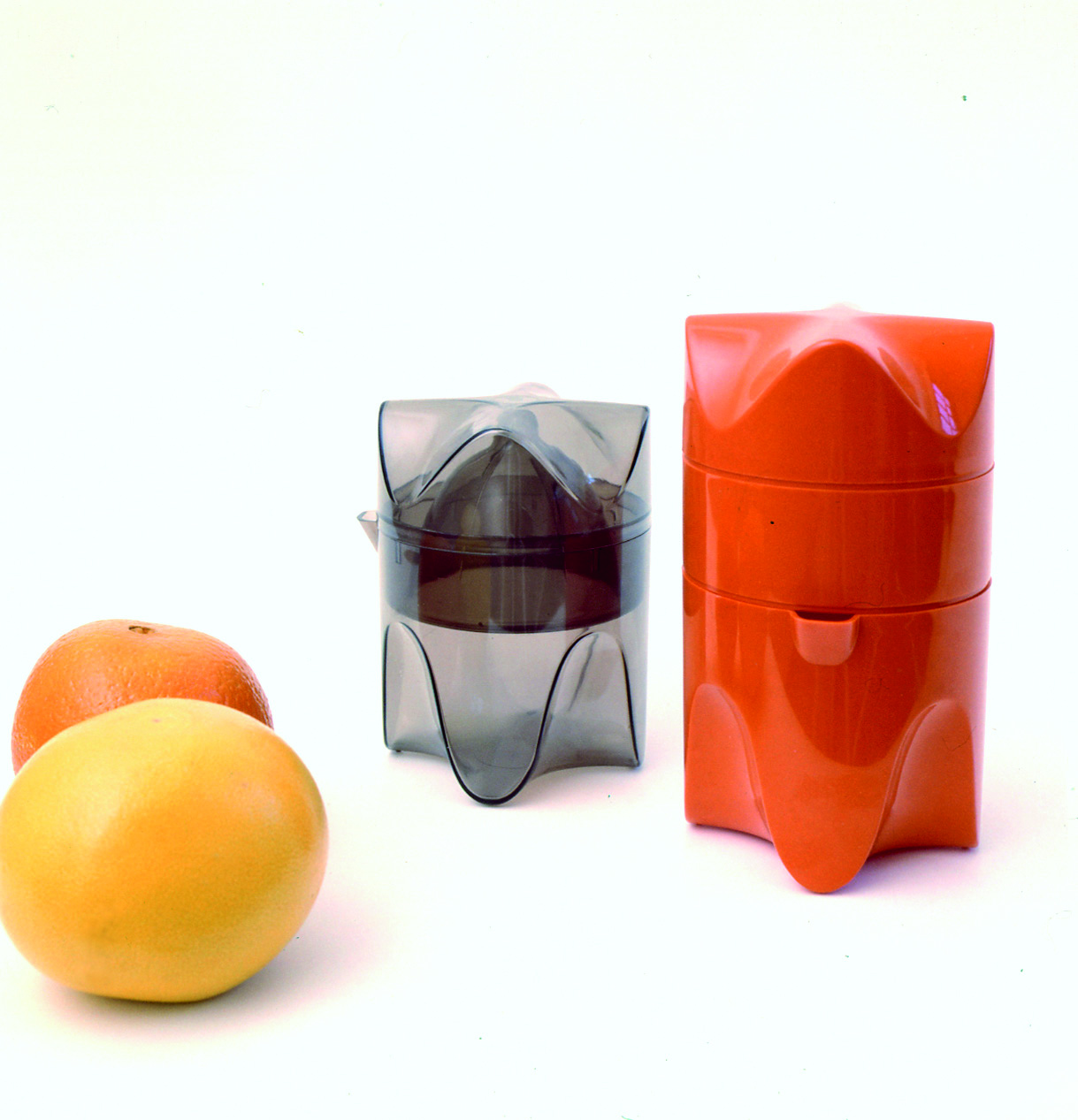
Citrosine citromfacsaró, Buchsteiner Plasticwerk, Németország

A tervezőpáros munkáját az állandó kísérletezés jellemezte, mint a műanyaghéjas bútortervezés vagy az integrál habtechnológia felhasználása például a Hydrokultura-set tervezésénél a Viessmann cégnek vagy a Apartment bútoregységek kialakításánál a holland Artifort és a német Dynamit-Nobel cégeknek.
1973-ban megszületett első fiuk, András, majd 1977-ben második, Daniel, akik a Lorenz, Sigikid és Doform játéksorozatok tervezését ihlették.

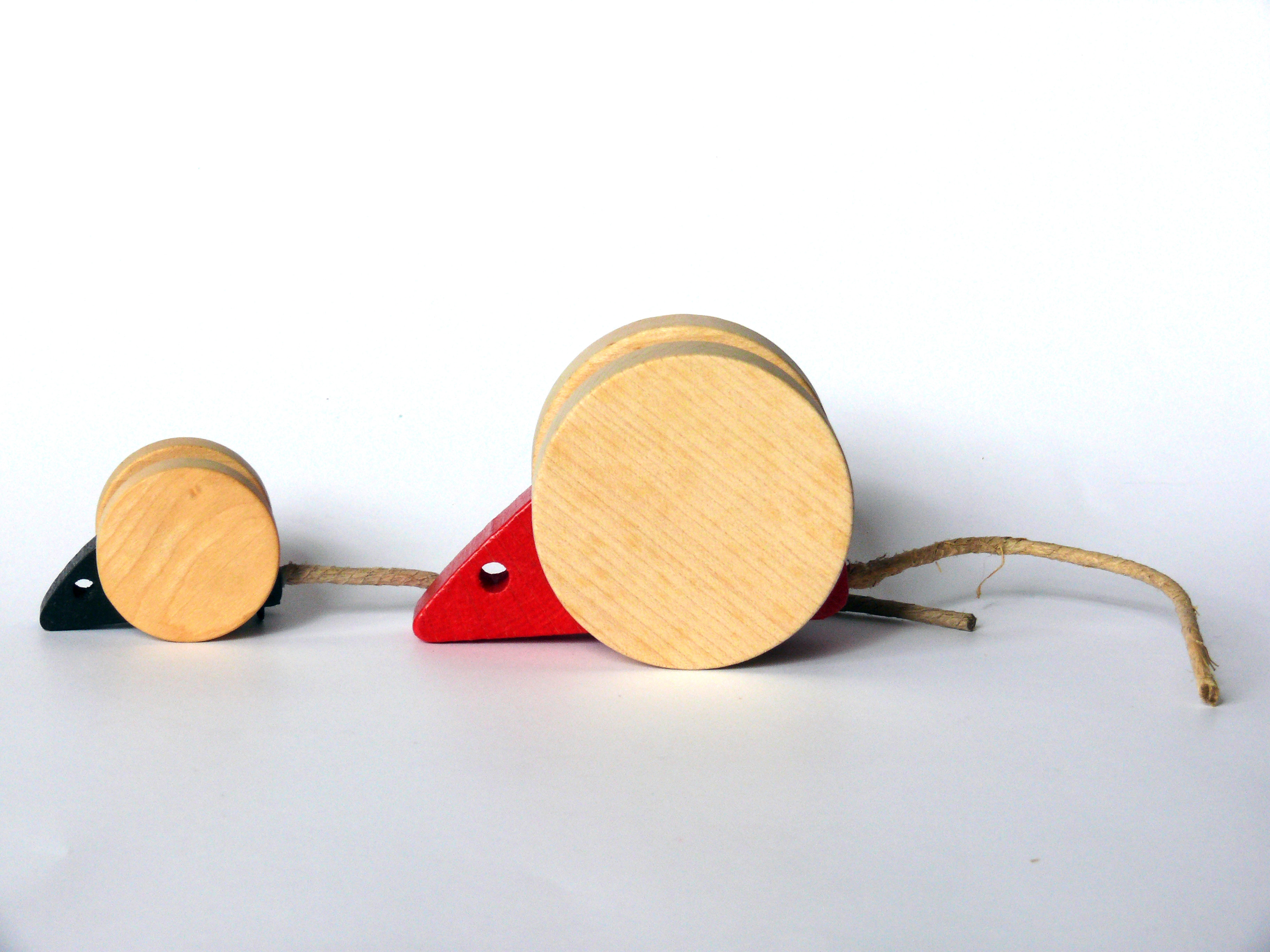
Maus fajáték, Sigikid, Németország

1976-ban megalapították a Doform Gmbh céget, ahol a saját tervezésű avantgárd tömörfa bútorokat mutattak be a kölni Bútorvásáron és később forgalmaztak Németországban. A bútorok sikeres fogadtatásban részesültek, azonban a kereskedelmi siker nem volt elegendő, a projekt három év után befejeződött. A Doform ismertsége után több megkeresést kaptak különböző bútorok fejlesztésére, a legsikeresebb a svájci Giroflex cégnek fejlesztett „44” elnevezésű irodaszék-család volt, amely rangos design díjakat nyert Európában és Japánban, világszerte forgalmazták és a legtöbbet eladott irodaszék lett Svájcban. A Design Team több sikeres otthoni bútort tervezett az európai piacra, mint a „Hain&Thome” kárpitbútort Németországban, a „Sentou” tömörfabútort, Franciaországban, de emellett terveztek a német Draenert Studio-nak és az olasz Tonon cégnek is.

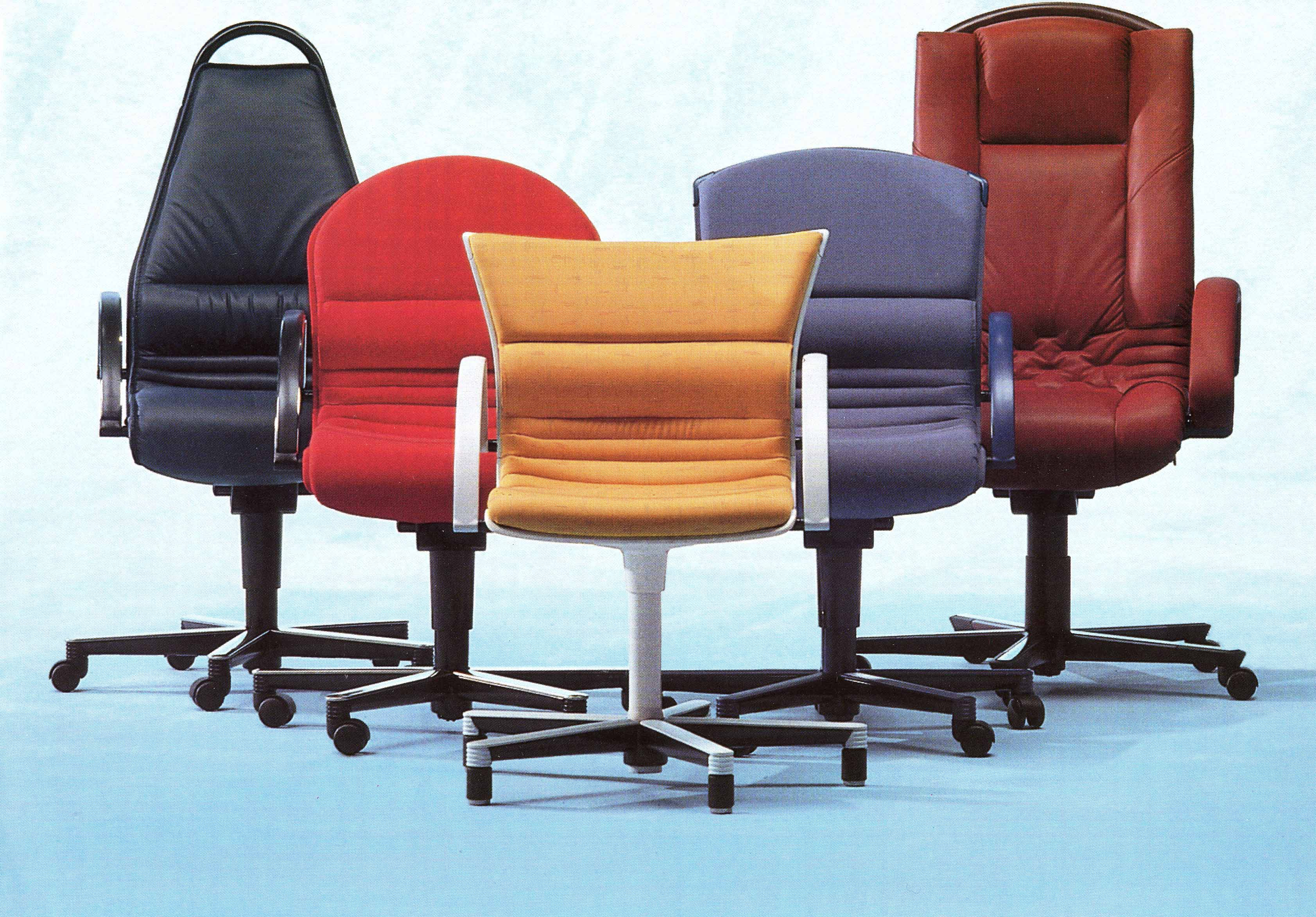
Giroflex „44” irodaszék-család, Stoll Giroflex, Svájc

A 90-es évek az innovatív technika és design jegyében folytatódtak. A Design Team ebben az időben az osztrák Skidata cég számára tervezett elektronikus jegy- és fizetőrendszereket sífelvonókhoz és kasszakiegészítő rendszert a német REA cég számára.

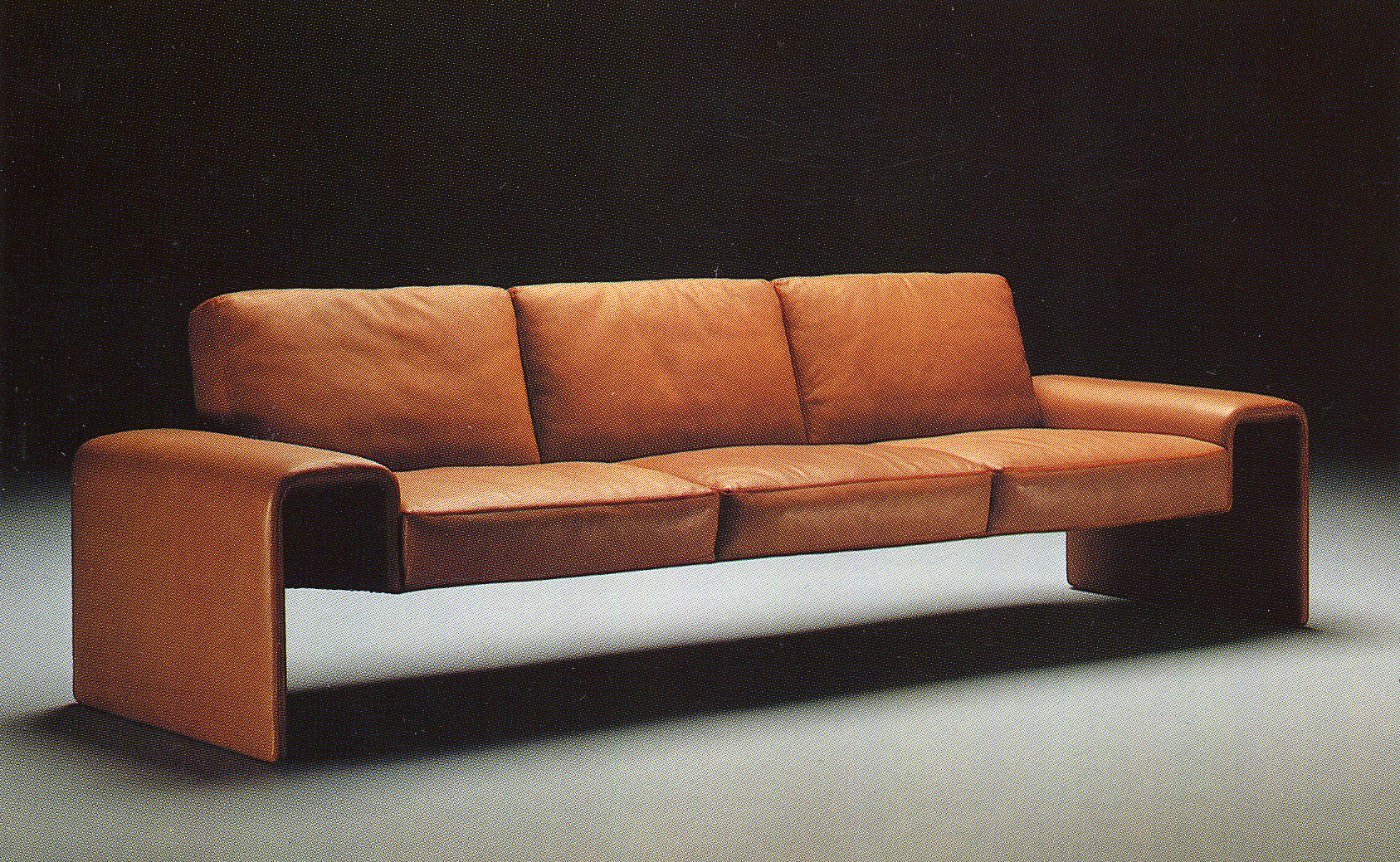
„Ponte” kanapé, Hain&Thome, Németország

A német Wamsler cégnek tervezett professzionális konyharendszer 1994-ben elnyerte az egyik legrangosabb design kitüntetést Hannoverben.

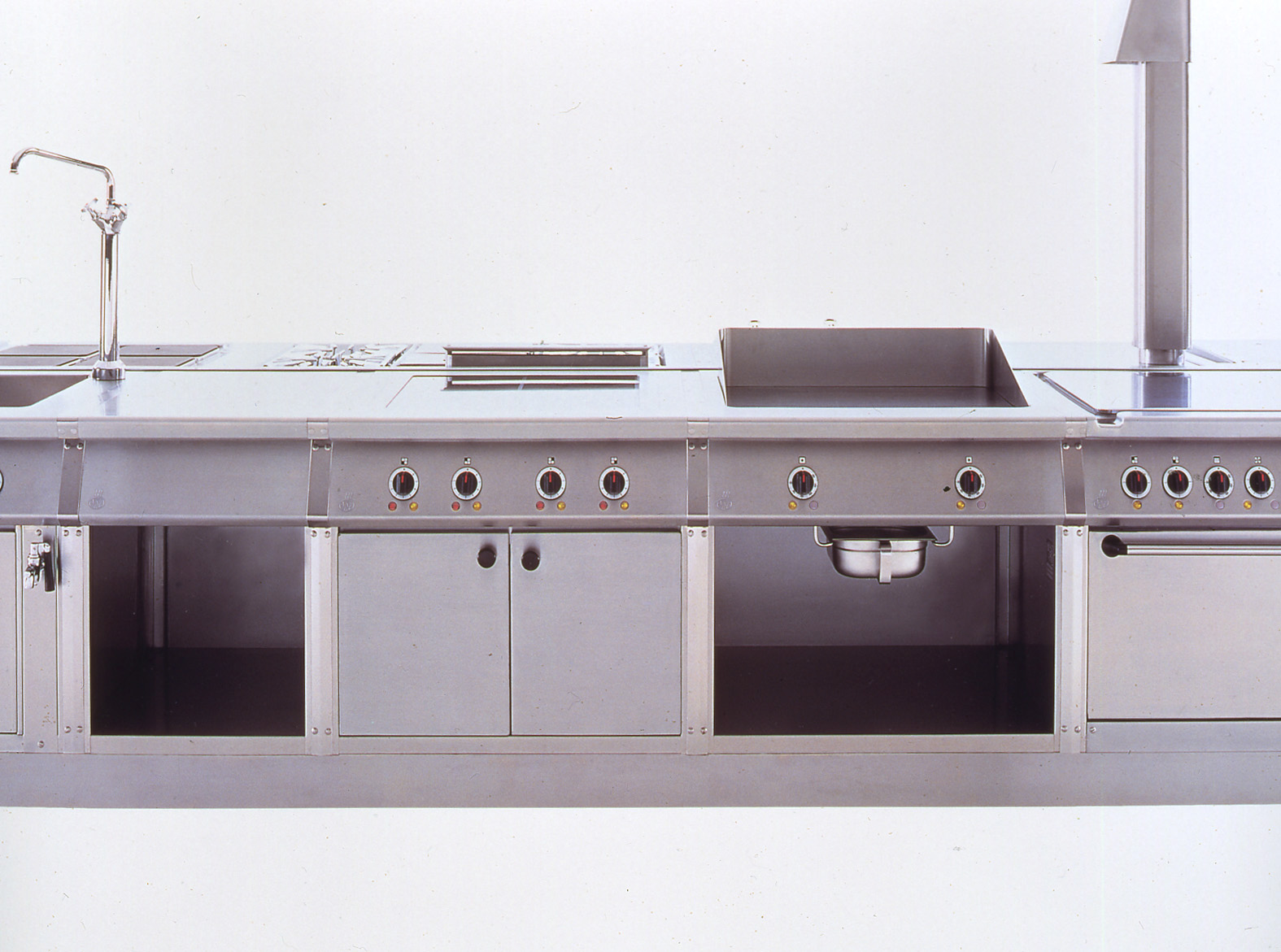
Professzionális konyharendszer, Wamsler, Németország

A svájci székhelyű Lista céggel éveken át együttműködött a Design Team. Több irodabútor-családot is terveztek a cég számára, amelyek közül a „Solution” és a „Tembea” kollekció is díjakat nyert. 2000-ben megtervezték a „Space” irodabútor-családot, amely a „Tembea” továbbfejlesztése.

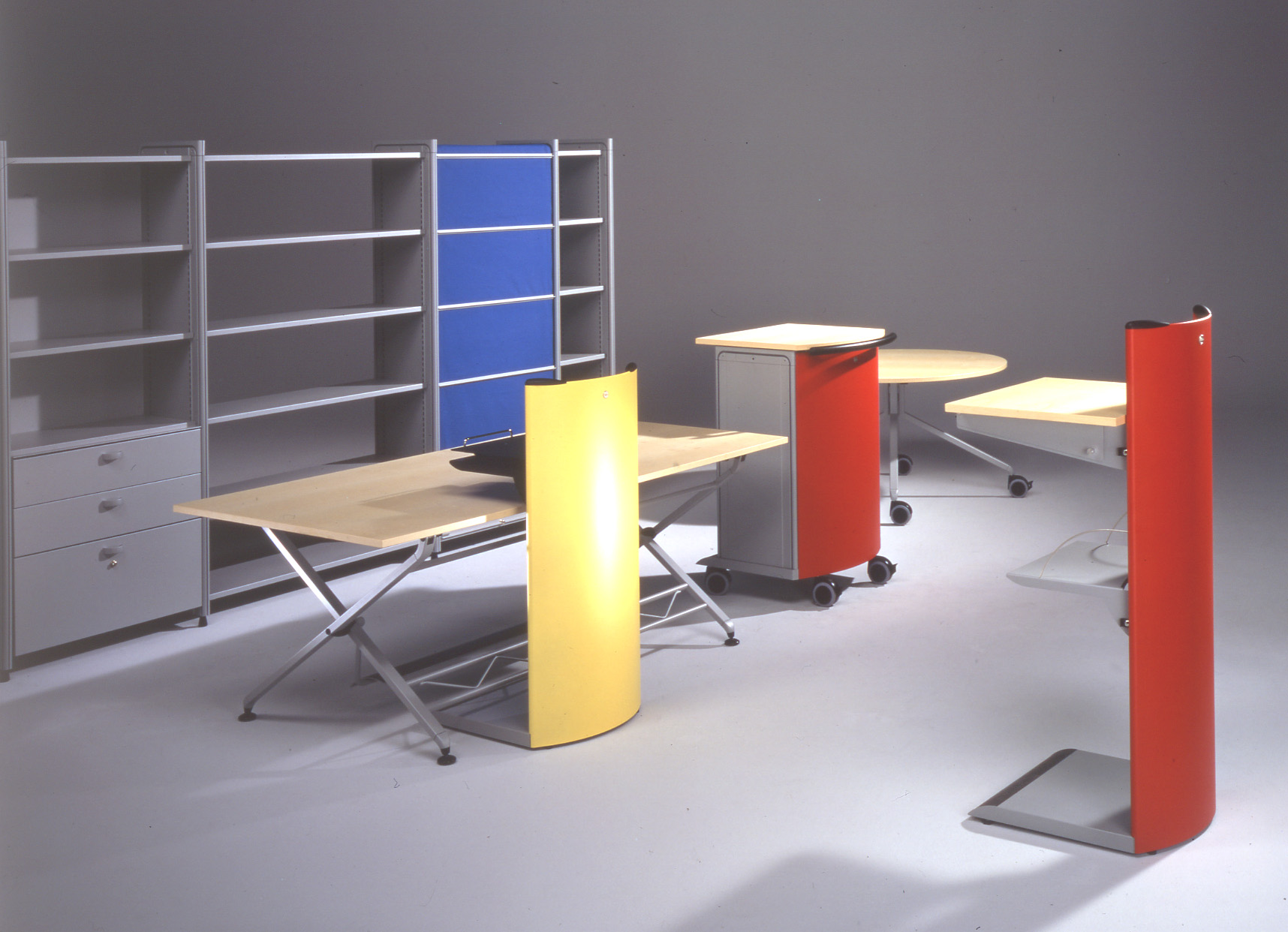
Tembea irodabútor-család, Lista Degersheim AG, Svájc

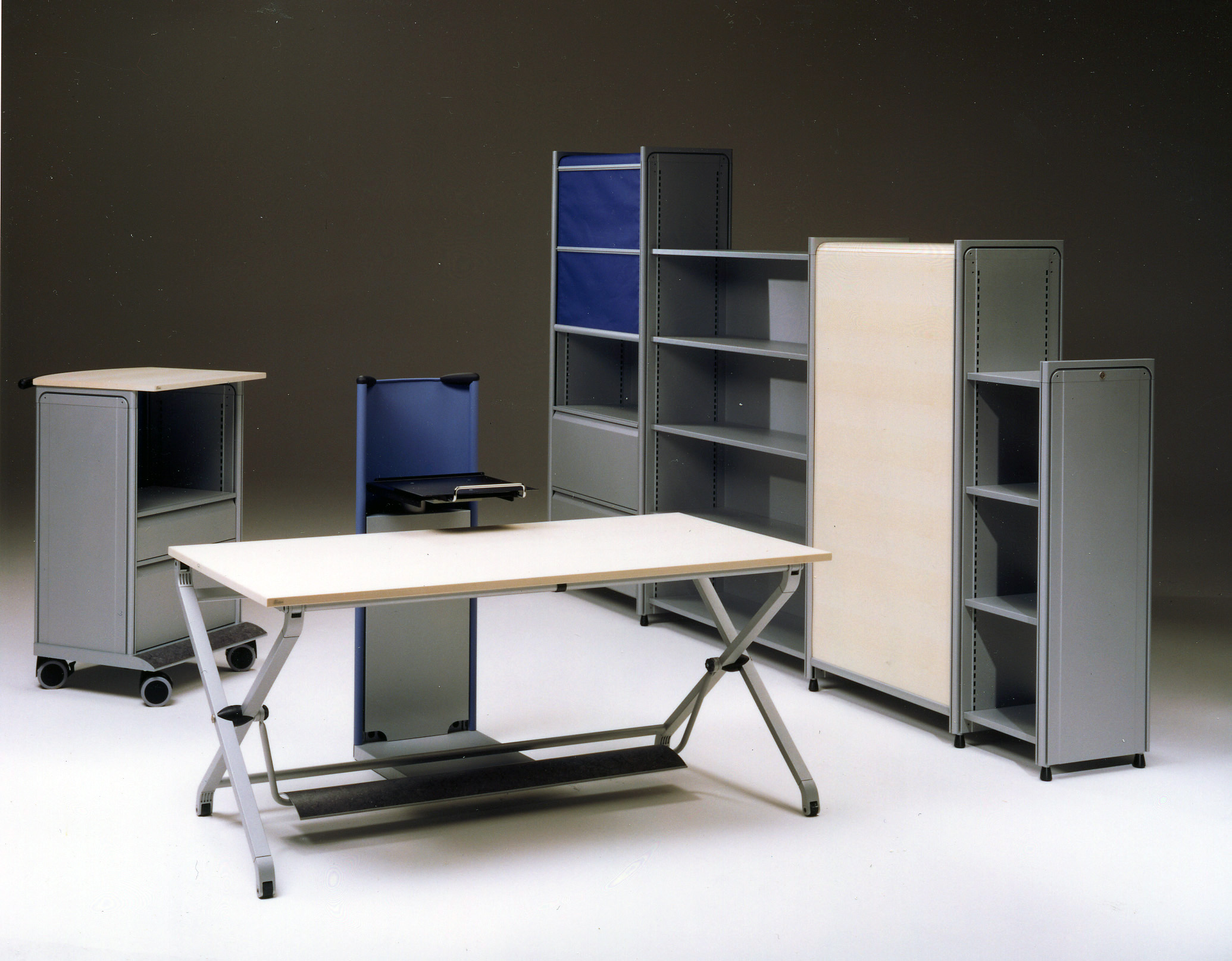
Tembea irodabútor-család, Lista Degersheim AG, Svájc

Az amerikai Source International cégnek is terveztek irodai rendszereket, elsőként a „Kinga-Chair” irodaszék-családot, majd 2003-ban a „Lounge-Chair” kollekciót.
2002-ben együttműködés indult a magyar Stulwerk irodabútor céggel, aminek első eredménye az „Origo” székcsalád, majd a „Vector” család, 2009-ben a „Signum” vezetői szék és a „Kvint” várószoba ülőbútor rendszer.
2005-2008 között a Design Team különböző irodaszékeket fejlesztett az olasz OMP cégnek, többek között a „Synchron 45” elnevezésű irodaszéket.
Dózsa-Farkas András és felesége 2011-ben felkérést kapott a budapesti Moholy-Nagy Művészeti Egyetemtől, ahol „Noé bárkája” címmel workshopot tartottak a diákoknak a jövőbeli áradási katasztrófák elleni védekezés lehetőségeiről.
2017-ben részt vett a magyar ipar- és tervezőművészeti nemzeti szalonon.

## Kiállítások
1982 decemberében nyílt egy kiállítás a Józsefvárosi Galériában, Budapesten, amely a Dózsa-Farkas Design Team tervezői munkásságát mutatta be a hazai közönségnek. A korabeli sajtó így számolt be arról, hogy milyen tárgyakat láthattak az érdeklődők:
„Sajátos formavilágú konyhaszerszámokat, felvágott- és sajttartót, gyümölcstárolót, sülthús fogót, falra szerelhető mosogatószerviz-tartót, álló-összehajtható és fali-becsukható lecsöpögtetőket, fűszertartókat láthatunk műanyagból. Különböző színűek, egyszerű, sima felületűek és rendkívül tetszetősek.”

## Díjak és kitüntetések
- 1987 International Colour Design Preis („Giroflex 44” irodaszék színkoncepció, Stoll Giroflex, Svájc)
- 1993 Design Innovationen Essen Höchste Designqualität („Solution“ irodabútor-rendszer, Lista Degersheim AG, Svájc)
- 1988 Japán: Good Design Award: Legjobb külföldi termék („Giroflex 44” irodaszék család, Stoll Giroflex, Svájc)[7]
- 1992 Stuttgart Design Center („Giroflex 44” irodaszék család, Stoll Giroflex, Svájc)
- 1994 IF Hannover: Top Ten (Professzionális konyharendszer, Wamsler Großküchentechnik GmbH, Németország)[8]
- 1998 IF Hannover: Design Award Winner („Tembea” irodabútor család, Lista Degersheim AG, Svájc)[9]
- 1998 Best of Neocon 98 Chicago Silver/Alternative Officing („Tembea” irodabútor család, Lista Degersheim AG, Svájc)
- 2009-11 Magyar Formatervezési díj zsüri tag